# Филатов, Николай Филиппович
Никола́й Фили́ппович Фила́тов (1 декабря 1938, Бор, Горьковская область — 2 мая 2004, Нижний Новгород) — советский и российский историк, краевед, исследователь искусства и архитектуры Нижегородского края.
Заведующий кафедрой истории России и краеведения исторического факультета (ныне - Институт международных отношений и мировой истории) ННГУ им. Н. И. Лобачевского; искусствовед, доктор исторических наук, профессор.
Действительный член РАЕН (1997), член-корреспондент Международной Славянской Академии наук, просвещения, искусства и культуры.

## Биография
- 1958 - окончил Горьковское областное культпросветучилище (г. Бор)
- 1962 — окончил Московский институт культуры.
- С 1965 — преподаватель истории искусств Горьковского областного культпросветучилища (г. Бор).
- 1971 — окончил Ленинградский институт живописи, скульптуры и архитектуры им. И. Е. Репина, факультет истории и теории искусств.
- С 1976 — преподаватель кафедры истории России досоветского периода исторического факультета Горьковского государственного университета.
- Как соискатель окончил аспирантуру при Центральном научно-исследовательском институте истории и теории архитектуры (ЦНИИТИА, Москва).
- 1979 — кандидат исторических наук; тема диссертации: «Каменное зодчество в социально-экономической жизни 20—80-х годов XVII века» (ГорькГУ).
- 1988 — доктор исторических наук; тема диссертации: «Города и посады Нижегородского Поволжья в XVII в. (К проблеме торгово-промышленного развития России и формирования всероссийского рынка)» (Институт истории СССР АН СССР).
- 1989 — профессор
- С 1990 — заведующий кафедрой истории России и краеведения ННГУ им. Н. И. Лобачевского.
- 1990 — руководитель НИЦ «Нижегородский край»
- 1997 — академик Российской академии естественных наук.

Его учителями были: Б. Н. Фёдоров, А. Л. Пунин, Н. Ф. Гуляницкий, О. И. Брайцев, А. И. Копанев, К. Н. Сербина, А. А. Преображенский.
Подготовил несколько учеников — кандидатов исторических наук, также ставших преподавателями.
Историей архитектуры начал заниматься ещё будучи студентом Института культуры.
Н. Ф. Филатов побывал во многих городах и сёлах северо-запада и северо-востока России, где ещё сохранялись архитектурные ансамбли и выдающиеся памятники русских зодчих XVII—начала XX века. Работал в центральных и местных архивах. В результате исследовательской работы в печати появились его материалы о зодчих и строителях Нижегородского края.
Со своими оригинальными работами Н. Ф. Филатов выступал в четырёх выпусках «Записок краеведов», в журнале «Волга». Публикацию о зодчем Антипе Константинове подготовило «Архитектурное наследство» (М., 1980).
Скончался в 2004 году, похоронен на Старом городском кладбище в микрорайоне Малое Пикино города Бор.

## Основные работы

### Книги
1980
- Филатов Н. Ф. Нижегородское зодчество XVII — начала XX века. — Горький: Волго-Вятское книж. изд-во, 1980. — 224 с. — 15 000 экз.

1983
- Филатов Н. Ф. Нижний Новгород пушкинской поры. 1833 год / Заставки и рисунки на полях А. Г. Слепкова. — Горький: Волго-Вятское книж. изд-во, 1980. — 160 с., ил. — 10 000 экз.

1988
- Филатов Н. Ф. Нижегородские мастера. — Горький, 1988.

1989
- Филатов Н. Ф. Города и посады Нижегородского Поволжья в XVII в. — Горький, 1989.

1991
- Филатов Н. Ф. На родине огнепального Аввакума. — Н. Новгород, 1991.

1992
- Ковалёва Т. И., Филатов Н. Ф. Н. И. Лобачевский и Нижегородский край на рубеже XVIII—XIX столетий. — Нижний Новгород: Изд-во ННГУ, 1992.

1994
- Филатов Н. Ф. Нижний Новгород: Архитектура XIV — начала XX в / Отв. ред. Г. В. Гундарин. — Нижний Новгород: РИЦ «Нижегородские новости», 1994. — 256 с. — (Энциклопедия Нижегородского края). — 30 000 экз. — ISBN 5-88452-008-5.

2002
- Филатов Н. Ф. Арзамасская школа живописи академика А. В. Ступина : 200-летию открытия школы посвящается / Н. Ф. Филатов ; Арзамас. гос. пед. ин-т им. А. П. Гайдара. — Арзамас : АГПУ, 2002. — 143, [1] с. : ил. — 1000 экз. — ISBN 5-86517-124-0.

2003
- Поляков Н. Ф., Филатов Н. Ф. Катунки на Волге / Составитель: Н. Ф. Поляков; Автор 1-й части: Н. Ф. Филатов. — Н. Новгород: Декон, 2003. — 172 с. — 3000 экз. — ISBN 5-89533-077-0.
- Филатов Н. Ф. Три века Макарьевско-Нижегородской ярмарки. — Н. Новгород: Изд-во «Книги», 2003. — 512 с. — (Нижегородские были). — 5000 экз. — ISBN 5-94706-007-8.
- Филатов Н. Ф. Нижегородский край в русском летописании. — Н. Новгород, 2003. — 204 с.

### Статьи
- Филатов Н. Ф. Личное боевое оружие посадских Нижнего Новгорода в XVII веке // Нижегородские исследования по краеведению и археологии: Сб. науч. и метод. тр.: Ежегодник / ННГУ им. Н. И. Лобачевского; Е. А. Молев. — Нижний Новгород: Нижегородский гуманитарный центр, 2001. — 208 с. — С. 180—185, ил. — ISBN 5-7565-0202-5.